# Пруга Ниш—Димитровград
Магистрална пруга 106 Ниш—Димитровград—(Драгоман) је једноколосечна неелектрифицирана пруга у источној Србији, дужине 104 км, која повезује Србију са Бугарском и Турском. Према Европском споразуму о најважнијим међународним пругама сврстана је у најважније међународне магистралне пруге Европе као део магистралне пруге E70. Кнежевина Србија обавезала на Берлинском конгресу да изгради железничке везе преко своје територије према Бугарској и Турској, тако да су, након завршетка пруге Београд—Ниш, 1885. г. почели радови на деоници према Бугарској. Пруга је пуштена у промет 1. августа 1888. г.